# Loensia maculosa
Loensia maculosa är en insektsart som först beskrevs av Banks 1908.  Loensia maculosa ingår i släktet Loensia och familjen storstövsländor. Inga underarter finns listade i Catalogue of Life.